# Deutsche Para-Eishockey Liga
Die Deutsche Para-Eishockey-Liga (DPEL) (vorher: Deutsche Sledge-Eishockey Liga, kurz DSL) ist die höchste Spielklasse im deutschen Para-Eishockey. Seit der Saison 2000/01 findet in Deutschland ein regulärer Ligenspielbetrieb statt. Mit Ausnahme der Saison 2007/08, in der Kamen Barbarians die Meisterschaft gewinnen konnten, wurden bis zur Saison 2011/12 jedes Jahr die Hannover Scorpions bzw. dessen Nachfolgeverein Ice Lions Langenhagen, die zudem 1994 als erste Sledge-Eishockey-Mannschaft Deutschlands gegründet wurden, Deutscher Meister. Danach gewann zweimal hintereinander der Kölner Eis-Klub die Meisterschaft, in den drei nächsten Jahren sicherten sich die Weserstars Bremen den Titel. In der Saison 2017/18 wurde die SG NRW aus Wiehl Penguins und Kölner Eis-Klub Meister, bevor in der Folgesaison die Wiehler Mannschaft alleine den Titel holte. In der Saison 2021/22 gewannen die Dresdner Eislöwen, die bereits zwei Jahre zuvor 2020/21 in einer Spielgemeinschaft mit dem ESV Dachau Woodpeckers die Meisterschaft holten. Die Saison 2020/2021 fand aufgrund der COVID-19-Pandemie in Deutschland nicht statt. Seit der Saison 2022/23 gewann der ERC Hannover Ice Lions, dessen Vorgängerverein die Ice Lions Langenhagen waren, bisher dreimal nacheinander die Meisterschaft.
Momentaner Rekordmeister ist ERC Hannover Ice Lions (inklusive Vorgängervereine) mit 14 Titeln.
Mit der Umbenennung der Sportart in Para-Eishockey 2017 wurde auch die Liga in Deutsche Para-Eishockey Liga umbenannt.
In der Saison 2024/25 gehörten vier Teams dem Spielbetrieb an. In den letzten Jahren bewegte sich die Zahl zwischen vier und sechs. Die Saison findet jeweils von etwa Oktober bis März des folgenden Jahres statt. Es wird eine Einfachrunde an mehreren Wochenenden ausgetragen. Gastgeber der Spielwochenenden sind die beteiligten Vereine, teilweise wird aber auch an anderen Orten gespielt. In manchen Jahren gibt es ein Finalwochenende, in anderen ist der Tabellenführer am Ende der Saison Meister. Am Spielbetrieb dürfen, anders als bei den Paralympics, sowohl behinderte, als auch nichtbehinderte Spieler teilnehmen.

## Teilnehmende Mannschaften
In der Saison 2024/25 nahmen folgende Mannschaften teil:
- Para-Eishockey Club Berlin (seit 2022)
- Weserstars Bremen (2000–2010, seit 2014)
- ERC Hannover Ice Lions (seit 2000)
- Wiehl Penguins (TuS Wiehl ESC) (2002–2005, 2008–2012, seit 2018)

| 2000/01            | 01/02              | 02/03              | 03/04              | 04/05              | 05/06              | 06/07              | 07/08              | 08/09                  | 09/10                  | 10/11                  | 11/12                  | 12/13                  | 13/14                  | 14/15                 | 15/16                 | 16/17                 | 17/18                 | 18/19                  | 19/20                  | 21/22                  | 22/23                      | 23/24                      | 24/25                      |
| ------------------ | ------------------ | ------------------ | ------------------ | ------------------ | ------------------ | ------------------ | ------------------ | ---------------------- | ---------------------- | ---------------------- | ---------------------- | ---------------------- | ---------------------- | --------------------- | --------------------- | --------------------- | --------------------- | ---------------------- | ---------------------- | ---------------------- | -------------------------- | -------------------------- | -------------------------- |
| Hannover Scorpions | Hannover Scorpions | Hannover Scorpions | Hannover Scorpions | Hannover Scorpions | Hannover Scorpions | Hannover Scorpions | Hannover Scorpions | Ice Lions Langenhagen  | Ice Lions Langenhagen  | Ice Lions Langenhagen  | Ice Lions Langenhagen  | Ice Lions Langenhagen  | Ice Lions Langenhagen  | Ice Lions Langenhagen | Ice Lions Langenhagen | Ice Lions Langenhagen | Ice Lions Langenhagen | ERC Hannover Ice Lions | ERC Hannover Ice Lions | ERC Hannover Ice Lions | ERC Hannover Ice Lions     | ERC Hannover Ice Lions     | ERC Hannover Ice Lions     |
| Bremer Pirates     | Bremer Pirates     | Bremer Pirates     | Bremer Pirates     | Bremer Pirates     | Bremer Pirates     | Bremer Pirates     | Bremer Pirates     | Bremer Pirates         | Bremer Pirates         | SG Bremen/Hamburg      | SG Bremen/Adendorf     | SG Bremen/Adendorf     | SG Bremen/Adendorf     | Weserstars Bremen     | Weserstars Bremen     | Weserstars Bremen     | Weserstars Bremen     | Weserstars Bremen      | Weserstars Bremen      | Weserstars Bremen      | Weserstars Bremen          | Weserstars Bremen          | Weserstars Bremen          |
| 0                  |                    |                    |                    |                    |                    |                    |                    |                        |                        | SG Bremen/Hamburg      | SG Bremen/Adendorf     | SG Bremen/Adendorf     | SG Bremen/Adendorf     |                       |                       |                       |                       |                        |                        |                        |                            |                            |                            |
|                    |                    |                    |                    |                    |                    |                    |                    |                        |                        |                        |                        |                        |                        |                       |                       |                       |                       |                        | SG Berlin/Freiburg     | SG Berlin/Freiburg     | EHC Freiburg               |                            |                            |
|                    |                    |                    |                    |                    |                    |                    |                    |                        |                        |                        |                        |                        |                        | SG Preussen/Sachsen   | SG Preussen/Sachsen   |                       | SpvG Süd-Ost          | Angry Birds            | SG Berlin/Freiburg     | SG Berlin/Freiburg     | Para-Eishockey Club Berlin | Para-Eishockey Club Berlin | Para-Eishockey Club Berlin |
| Cardinals Dresden  | Cardinals Dresden  | Cardinals Dresden  | Cardinals Dresden  | Cardinals Dresden  | Cardinals Dresden  | Cardinals Dresden  | Cardinals Dresden  | Cardinals Dresden      | Cardinals Dresden      | Cardinals Dresden      | Cardinals Dresden      | Cardinals Dresden      | Cardinals Dresden      | SG Preussen/Sachsen   | SG Preussen/Sachsen   | Cardinals Dresden     | SpvG Süd-Ost          | Angry Birds            | SG Dresden/Dachau      | Dresdner Eislöwen      | Dresdner Eislöwen          | Dresdner Eislöwen          |                            |
| 0                  |                    |                    |                    |                    |                    |                    |                    |                        |                        |                        |                        |                        |                        |                       |                       |                       | SpvG Süd-Ost          | Angry Birds            | SG Dresden/Dachau      |                        |                            |                            |                            |
|                    |                    |                    |                    |                    | SG Kamen/Wiehl     | Kamen Barbarians   | SG Kamen/Wiehl     | Kamen Barbarians       | Kamen Barbarians       | Kamen Barbarians       | Kamen Barbarians       | SG Kamen/Wiehl         | SG Kamen/Wiehl         | SG Kamen/Wiehl        | SG Kamen/Wiehl        | SpG NRW               |                       |                        |                        |                        |                            |                            |                            |
|                    |                    | Yetis Wiehl        | Yetis Wiehl        | Yetis Wiehl        | SG Kamen/Wiehl     |                    | SG Kamen/Wiehl     | Wiehl Penguins         | Wiehl Penguins         | Wiehl Penguins         | Wiehl Penguins         | SG Kamen/Wiehl         | SG Kamen/Wiehl         | SG Kamen/Wiehl        | SG Kamen/Wiehl        | SpG NRW               | SpvG NRW              | Wiehl Penguins         | Wiehl Penguins         | Wiehl Penguins         | Wiehl Penguins             | SpG NRW                    | Wiehl Penguins             |
|                    |                    |                    |                    |                    |                    |                    |                    |                        |                        |                        |                        | Kölner Eis-Klub        |                        |                       |                       |                       | SpvG NRW              |                        |                        |                        |                            |                            |                            |
|                    |                    |                    |                    | Heidelberg Knights | Heidelberg Knights | Heidelberg Knights | Heidelberg Knights | Heidelberg Ice Knights | Heidelberg Ice Knights | Heidelberg Ice Knights | Heidelberg Ice Knights | Heidelberg Ice Knights | Heidelberg Ice Knights |                       |                       |                       |                       |                        |                        |                        |                            |                            |                            |

### Ehemalige Mannschaften
- Dresdner Eislöwen Sledge (2000–2014, 2016/17, 2021–2024)
- Heidelberg Ice Knights (2004–2014)
- SG Kamen/Wiehl (2005/06, 2007/08, 2012–2017)
- Kamen Barbarians (2006/07 und 2008–2012)
- SG Bremen/Hamburg bzw. SG Bremen/Adendorf (2010–2014)
- SG Preussen/Sachsen (2014–2016)
- Kölner Eis-Klub (2012–2014)
- SG NRW (Wiehl/Köln) (2017/18)
- SpvG Süd-Ost bzw. Angry Birds (Preussen/Dresden/Dachau) (2017–2019)
- SG Berlin/Freiburg (2019–2022)
- SG Dresden/Dachau (2019/20)
- EHC Freiburg (2022/23)

## Bisherige Meister
- 2000/01 Hannover Scorpions
- 2002/02 Hannover Scorpions
- 2002/03 Hannover Scorpions
- 2003/04 Hannover Scorpions
- 2004/05 Hannover Scorpions
- 2005/06 Hannover Scorpions
- 2006/07 Hannover Scorpions
- 2007/08 SG Kamen/Wiehl
- 2008/09 Ice Lions Langenhagen
- 2009/10 Ice Lions Langenhagen
- 2010/11 Ice Lions Langenhagen
- 2011/12 Ice Lions Langenhagen
- 2012/13 Kölner Eis-Klub
- 2013/14 Kölner Eis-Klub
- 2014/15 Weserstars Bremen
- 2015/16 Weserstars Bremen
- 2016/17 Weserstars Bremen
- 2017/18 SpvG NRW (Kölner Eis-Klub, Wiehl Penguins)
- 2018/19 TuS Wiehl
- 2019/20 SG Dresden/Dachau
- 2021/22 Dresdner Eislöwen Sledge
- 2022/23 ERC Hannover Ice Lions
- 2023/24 ERC Hannover Ice Lions
- 2024/25 ERC Hannover Ice Lions